# Groote Heilige-Geestpolder
De Groote Heilige-Geestpolder is een polder en een voormalig waterschap in de Nederlandse provincie Zuid-Holland, in de gemeenten Leimuiden en Rijnsaterwoude.
Het waterschap was verantwoordelijk voor de vervening, drooglegging en de waterhuishouding in de gelijknamige polders. De drooglegging was in 1700 voltooid.
In het noorden grenst de polder aan de Grietpolder.